# So-Called Chaos
| Recensione | Giudizio |
| ---------- | -------- |
| AllMusic   |          |

So-Called Chaos è il sesto album in studio della cantautrice canadese Alanis Morissette, pubblicato dalla Maverick Records nel maggio 2004.

## Antefatti
Durante i due anni trascorsi dalla pubblicazione di Under Rug Swept, Morissette aveva incontrato il suo fidanzato di allora Ryan Reynolds, ispirando molte delle canzoni scritte per So-Called Chaos. L'album era più felice e rilassato rispetto alla produzione precedente della cantante, in particolari brani come You Oughta Know e Uninvited. Quando un giornalista le chiese se la canzone This Grudge fosse basata sulla stessa persona di You Oughta Know, Morissette rispose: "Persona diversa, stesso periodo."

## Pubblicazione e promozione
Il primo singolo, Everything, è stato distribuito presso le radio americane nella primavera del 2004, ottenendo un discreto airplay ma scarso successo nella classifica di vendite Billboard Hot 100. Nel resto del mondo ha conseguito risultati migliori, raggiungendo la top 10 in Italia, la top 20 in Australia e la top 25 nel Regno Unito.
L'album ha debuttato al numero due della classifica canadese con 11.200 copie vendute nella prima settimana, e al numero cinque della Billboard 200, vendendo 115.000 copie nella prima settimana negli Stati Uniti e 287.000 nella stessa settimana in tutto il mondo. So-Called Chaos è diventato il primo album americano della cantante a non raggiungere la vetta della classifica, interrompendo una serie iniziata da Jagged Little Pill (1995). Al settembre del 2008, aveva venduto 470.000 copie negli Stati Uniti. Il secondo singolo al di fuori del Nord America è stato Out Is Through, che ha avuto una scarsa diffusione nel Regno Unito. Il secondo singolo americano è stato invece Eight Easy Steps, che nonostante fosse accompagnato da un elaborato video musicale, non è riuscito a entrare in classifica e rilanciare le sorti dell'album, il quale dopo pochi mesi era già fuori dalla Billboard 200. Un ultimo brano, Excuses, è stato distribuito come singolo radiofonico in Brasile.

## Tracce
Testi e musiche di Alanis Morissette.
1. Eight Easy Steps – 2:52
2. Out Is Through – 3:52
3. Excuses – 3:32
4. Doth I Protest Too Much – 4:03
5. Knees of My Bees – 3:41
6. So-Called Chaos – 5:03
7. Not All Me – 3:58
8. This Grudge – 5:07
9. Spineless – 4:15
10. Everything – 4:36

## Musicisti
- Alanis Morissette - voce, pianoforte, tastiere
- Tim Thorney - chitarra, basso, tastiere
- John Shanks - chitarra, basso, tastiere
- Joel Shearer - chitarra, bouzouki
- David Levita - chitarra
- Jason Orme - chitarra
- Paul Livingstone - sitar
- Jamie Muhoberac - tastiere
- Zac Rae - tastiere, vibrafono
- Eric Avery - basso
- Paul Bushnell - basso
- Blair Sinta - batteria, percussioni
- Kenny Aronoff - batteria

## Classifiche
| Classifica (2004) | Posizione massima |
| ----------------- | ----------------- |
| Australia         | 15                |
| Austria           | 1                 |
| Belgio (Fiandre)  | 13                |
| Belgio (Vallonia) | 8                 |
| Canada            | 2                 |
| Danimarca         | 24                |
| Finlandia         | 20                |
| Francia           | 5                 |
| Germania          | 1                 |
| Italia            | 4                 |
| Norvegia          | 2                 |
| Paesi Bassi       | 1                 |
| Portogallo        | 9                 |
| Regno Unito       | 8                 |
| Stati Uniti       | 5                 |
| Svezia            | 10                |
| Svizzera          | 2                 |